# Конан-варвар (фільм)
«Ко́нан-ва́рвар» (англ. Conan the barbarian) — художній фентезійний фільм виробництва США. Сюжет складено за мотивами оповідань американського письменника 1930-х років Роберта Говарда.
Дія відбувається за сивої давнини. Конан — чоловік із войовничого та доблесного племені кімерійців. В дитинстві його плем'я винищив злий чаклун Тулса Дум, а самого Конана віддав у рабство. В неволі Конан виростає та, звільнившись, шукає чаклуна аби помститися йому. На шляху до своєї мети він стрічає вірних друзів і свою майбутню кохану жінку Валерію.

## Сюжет
Дія відбувається в стародавню Гейборійську еру за багато тисяч років до нашого часу. Батько хлопчика Конана кує меч, а коваль розповідає міф про те як кімерійці викрали в бога Крома таємницю добування заліза. На селище кімерійців нападають вершники на чолі зі злим чаклуном Тулсою Думом. Його поплічники вбивають батьків Конана та всіх інших дорослих, а дітей женуть в рабство.
Рабів посилають крутити колесо, на цій марудній та важкій роботі Конан дорослішає. Праця робить його сильним і згодом він стає здатний сам крутити колесо за кількох рабів. Конана помічає власник гладіаторської арени, купує його та навчає володіння зброєю. Перемагаючи безліч ворогів на арені, Конан здобуває славу, а його хазяїн отримує великі прибутки. З часом гладіатор вчиться грамоти, опановує науки й хазяїн вирішує подарувати йому свободу.
Конан блукає по степу та заходить в курган, де поховано якогось вождя. Серед скарбів Конан виявляє меч і згадує Крома, в котрого вірило його плем'я — бога вільних та відважних людей. Він вирішує знайти Тулсу Дума та помститись йому. Конан зустрічає чаклунку, котра пророкує, що він стане царем і знищить змій. Заманивши гостя в ліжко, чаклунка ледве не загризає його, проте Конан перемагає її. Чаклунка перетворюється на полум'я та тікає. Конан продовжує подорож і знайомиться зі злодієм Суботаєм. Вони сперечаються чий бог сильніший — Кром чи Небо, але йдуть далі разом.
У царстві Замора вони відвідують столицю, де чують про культ змії, що таємно вбиває людей. Конан і Суботай вирішують пробратись до вежі, в якій живуть жерці. Біля вежі вони зустрічають дівчину-амазонку Валерію, що прагне звідти викрасти коштовний камінь. Втрьох вони пробираються всередину та вбивають велетенську змію, котрій культисти приносять в жертву людей. Конан забирає камінь і впізнає символ, який бачив у Тулси Дума. Викрадачам вдається втекти та сховатись. Конан дарує добуту коштовність Валерії, вони проводять ніч разом. Та незабаром їх заарештовує царська сторожа.
Цар Озрік, вражений сміливістю злодіїв, просить їх повернути його доньку, що потрапила під вплив культу, обіцяючи за це свободу та щедру винагороду. Валерія і Суботай переконують Конана покинути завдання та втекти, тоді Конан сам вирушає в головний храм Тулси Дума. Він приєднується до прочан, які виглядають миролюбними та благочесними. Конан зустрічає чаклуна Акіро, що дає йому прихисток. Після цього Конан переодягається в жерця та продовжує подорож.
Він дістається до храму, але там викривають, що Конан самозванець. Його приводять до Тулси Дума, котрий впізнає злодія і вимагає розповісти де коштовний камінь. Коли Конан відмовляється, чаклун наказує розіпнути його на дереві посеред степу. Конан ледве не гине, та його рятує Суботай. Разом з Валерією Суботай відвозить його до Акіро, щоб той вилікував Конана. Акіро викликає духів, які за зцілення варвара хочуть забрати його. Та Валерія і Суботай відганяють духів.
Конан, Суботай і Валерія клянуться іти далі разом. Вночі вони проникають до головного храму крізь печеру. Там вони бачать, що жерці — канібали, котрі їдять страви з навернених у свою віру людей. Тулса Дум на їхніх очах перетворюється на змію. Злодії викрадають принцесу та з боєм вириваються з храму. Чаклун поцілює у Валерію отруйною змією, і вона вмирає на руках у Конана. Варвар влаштовує їй похоронне багаття, а потім готується до бою з армією Дума, що йде навздогін. Конан і Суботай ховаються серед скель, де ставлять пастки. Конан молиться Крому, прохаючи дати йому сили для помсти.
Загін Тулси Дума потрапляє в пастки, герої вбивають нападників одних за одним. На допомогу Конану приходить дух Валерії, Конан повертає собі меч свого батька зі зламаним лезом. Зрозумівши, що бій програно, Тулса Дум намагається вразити принцесу отруйною змією, але Суботай захищає принцесу і вона отямлюється від задурманювання. Чаклун лишається єдиним уцілілим і тікає назад до свого храму.
Принцеса видає себе за все ще вірну культистку, щоб прийти до храму. Вона відволікає Тулсу Дума під час промови, тоді Конан відрубує чаклунові голову та скидає її з верхівки храму. Розчаровані у своєму лідері культисти розходяться. Конан підпалює храм та іде з принцесою в Замору.
Оповідач закінчує розповідь словами, що Конан після цього продовжив подорожі та врешті став царем, про що він розповість у продовженні.

## У ролях
| Актор                | Роль               |
| -------------------- | ------------------ |
| Арнольд Шварценеггер | Конан              |
| Джеймс Ерл Джонс     | Тулса Дум          |
| Макс фон Сюдов       | король Озрік       |
| Сендал Бергман       | Валерія            |
| Бен Девідсон         | Рексон             |
| Кассандра Гава       | Відьма             |
| Джеррі Лопес         | Суботай            |
| Мако                 | Майстер / оповідач |
| Валері Кеннессен     | Принцеса           |
| Вільям Сміт          | Батько Конана      |
| Луїс Барбо           | червоне волосся    |
| Франко Колумбу       | Піктіш розвідник   |
| Леслі Фолдварі       | жертовна дівчина   |
| Гері Герман          | охоронець Озріка   |
| Ерік Голмі           | туранський воїн    |
| Акіо Мітамура        | Монгол             |
| Надюшка              | мати Конана        |
| Хорхе Санс           | молодий Конан      |
| Джек Тейлор          | Священик           |
| Свен-Оле Торсен      | Торгрім            |
| Кійосі Ямасакі       | майстер меча       |

## Деякі подробиці
- На початку фільму, Конанів батько-коваль каже своєму малому синові: «Не довіряй ні людям, ні звірям: ось! (показує меча), ось чому ти можеш довіряти».
- Після цього фільму Шварценеггер став відомим актором.
- Руни на мечі Конана означають: «Почуття провини не мучить того, хто піднесе цього меча в ім'я Крома».